# Oecetis arawana
Oecetis arawana is een schietmot uit de familie Leptoceridae. De soort komt voor in het Australaziatisch gebied.